# 운송주선인

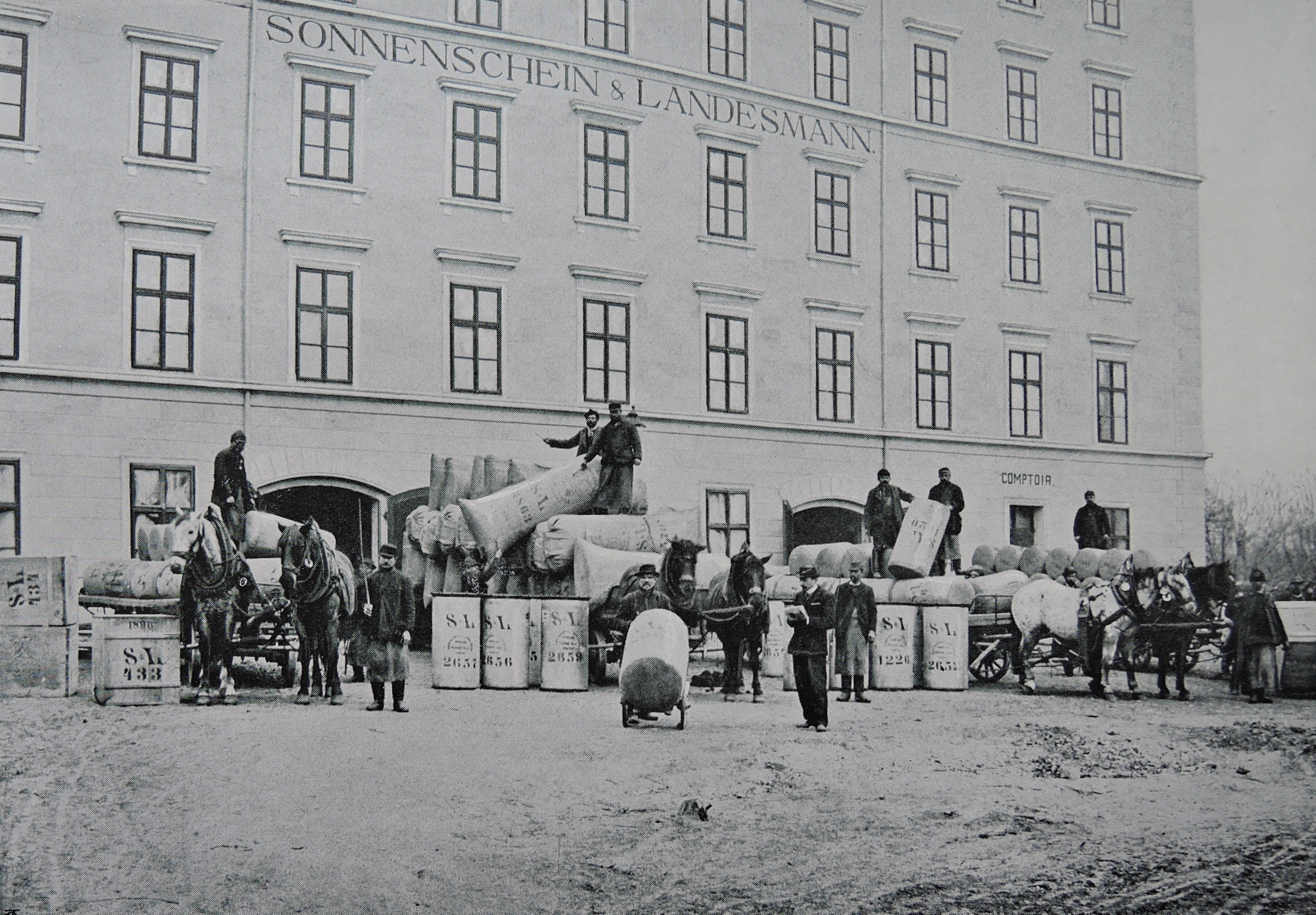

운송주선인(運送周旋人)은 자기명의로 물건운송의 주선을 영업으로 하는 자로 대한민국 상법상 개념이다. 운송주선인은 다른 약정이 없으면 직접 운송을 할 수 있고, 이때 운송주선인은 운송인과 동일한 권리의무가 있다. 운송주선인이 위탁자의 청구에 의하여 화물상환증을 작성하거나 운송주선계약에서 운임의 액을 정한 경우에는 운송인으로서의 지위를 취득할 수 있다. 운송주선인이 운송인의 대리인으로서 운송계약을 체결하였더라도 운송의뢰인에 대한 관계에서는 여전히 운송주선인의 지위에 있다. 운송주선인이 자기나 그 사용인이 운송물의 수령, 인도, 보관, 운송인이나 다른 운송주선인의 선택 기타 운송에 관하여 주의를 게을리하지 않았음을 증명한다면 운송물의 멸실, 훼손 또는 연착으로 인한 손해를 배상할 책임을 지지 않는다. 운송주선인의 채권에 대한 소멸시효는 1년

## 같이 보기
- 물류
- 공급사슬

## 참고 문헌
- 상법총칙상행위법-제7판.이기수 외.